# Scorzonera charadzeae
Scorzonera charadzeae là một loài thực vật có hoa trong họ Cúc. Loài này được Papava miêu tả khoa học đầu tiên năm 1955.